# Jimmy McGee
James Richard „Jimmy” McGee (ur. 3 czerwca 1923 w Boyle, zm. 4 listopada 1998 w Dublinie) – irlandzki koszykarz, uczestnik Letnich Igrzysk Olimpijskich 1948.
Był uczestnikiem igrzysk w Londynie. W sześciu olimpijskich spotkaniach zdobył sześć punktów, przy tym notując także pięć fauli. Razem z kolegami z reprezentacji zajął 23. miejsce, jednak jego drużyna przegrała wszystkie mecze turnieju.